# Cá kèo
Cá kèo hay còn được gọi là cá bống kèo (danh pháp khoa học: Pseudapocryptes elongatus) là loại cá sông thuộc họ cá Oxudercidae. Có khi được gọi đầy đủ là cá kèo vảy nhỏ để phân biệt với một loài cá kèo khác là cá kèo vảy to (Parapocryptes serperaster).

## Đặc điểm
Cá bống kèo đầu nhỏ, hình chóp, mõm tù hướng xuống phía dưới. Miệng hẹp có nhiều răng, không có râu. Dưới mõm có hai mép râu nhỏ phủ lên môi trên. Mắt nhỏ và tròn nằm gần phía đỉnh của đầu. Hai vây lưng rời nhau. Hai vây bụng dính với nhau. Vây đuôi dài và nhọn.
Thân cá hình trụ dài, dẹp dần về phía đuôi, có màu ửng vàng, nửa trên của thân có chừng 7-8 sọc đen hướng hơi xéo về phía trước, các sọc này rõ dần về phía đuôi.
Cá bống kèo sống chui rúc trong bùn và đào hang để trú. Cá di chuyển theo con nước, khi tìm được nơi thích hợp sẽ đào hang để ở lại. Cá thuộc loại ăn tạp, ruột ngắn. Thực phẩm chính là những nhuyến thể như tôm nhỏ, giun, sinh vật phù du, plankton...

## Khu vực sinh sống
Cá kèo phân bố rộng tại những vùng cửa sông và gian thủy triều tại Ấn Độ, Bangladesh, Campuchia, Đài Loan, Indonesia, Malaysia, Nhật Bản, Singapore, Tahiti, Thái Lan, Trung Quốc, Việt Nam.
Môi trường sống là đáy bùn.

## Tại Việt Nam
Cá kèo phổ biến ở miền Tây Nam Bộ, thịt cá mềm, được dùng để chế biến ra nhiều món ăn như lẩu cá kèo (cá kèo kho gợt), cá kèo kho tộ (cá kèo kho khô), cá kèo nướng muối ớt, khô cá kèo.
Tại Việt Nam cá tập trung trong vùng đồng bằng sông Cửu Long, nhất là tại Sóc Trăng, Bạc Liêu, Cà Mau, Kiên Giang, thích hợp với các ao hồ kênh-mương nước lợ. Cá còn được nuôi tại các ruộng muối. Cá sinh sản tự nhiên tại các bãi bồi ven biển, mùa sinh sản trong các tháng từ 4 đến 9. Các nghiên cứu để tạo điều kiện sinh sản cho cá khi nuôi trong các môi trường nhân tạo chưa đạt được kết quả. Thịt cá bống kèo rất được ưa chuộng tại Việt Nam do có hương vị riêng, trắng ngon và giá trị dinh dưỡng cao.

## Hình ảnh

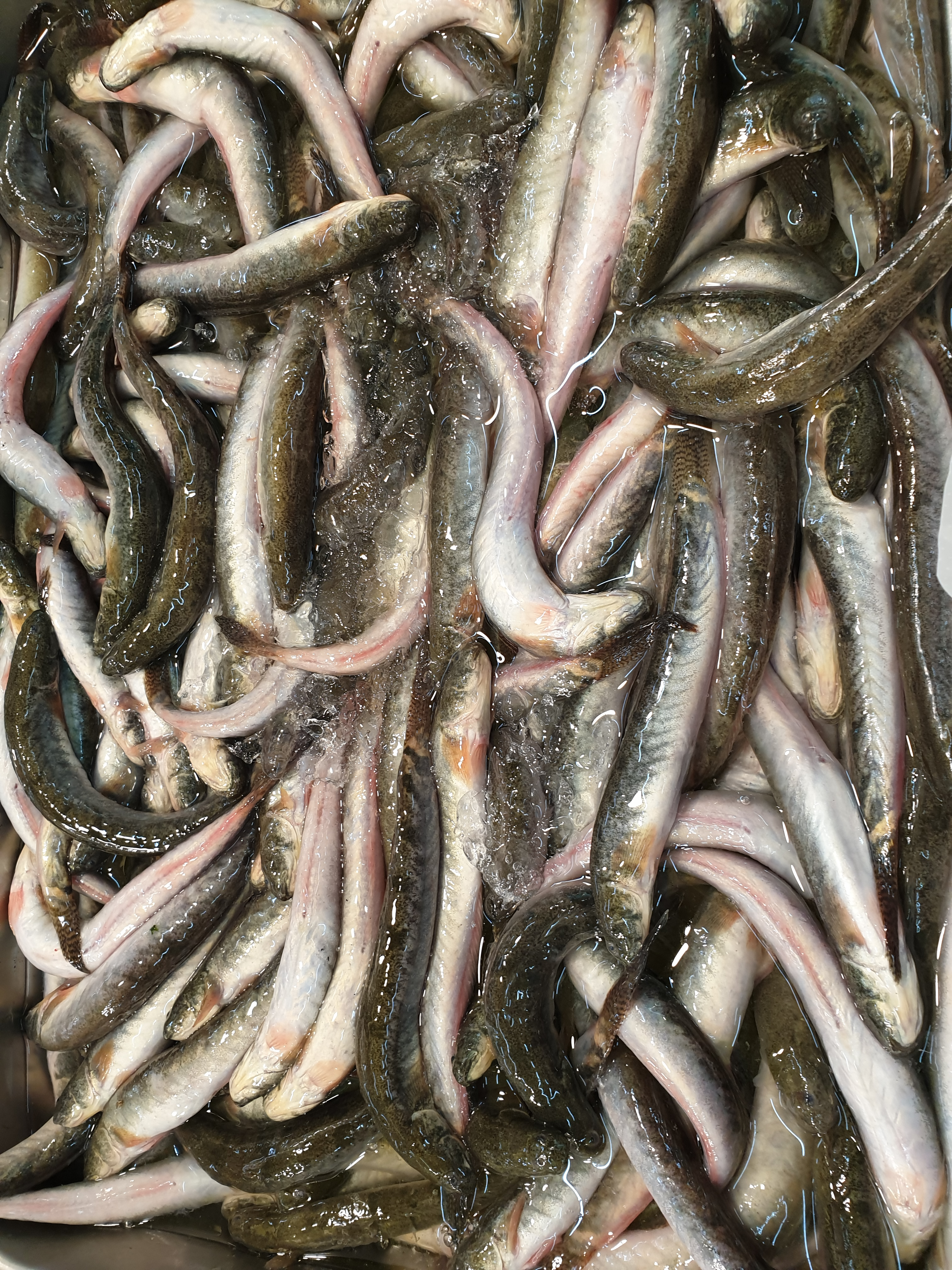
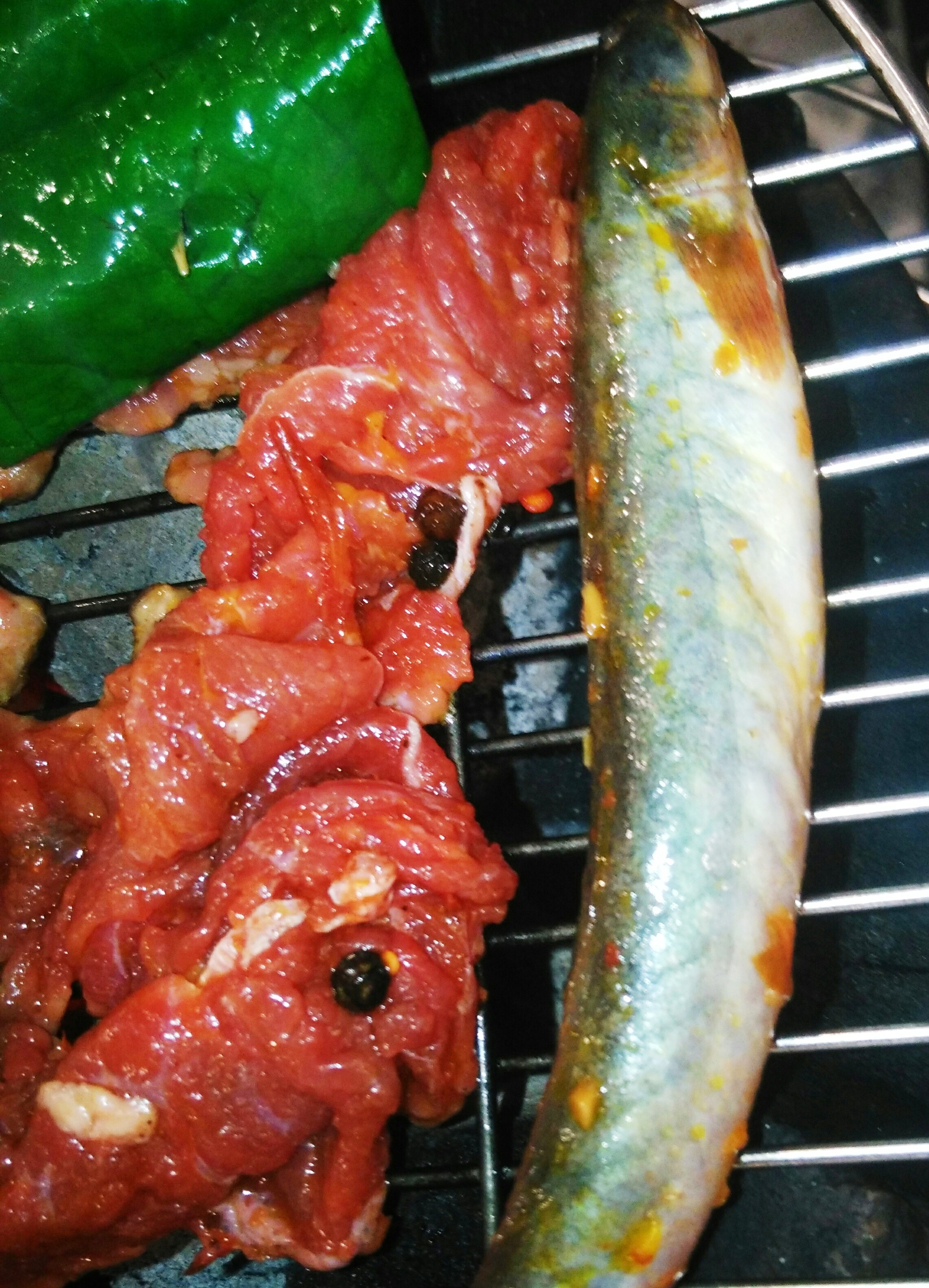
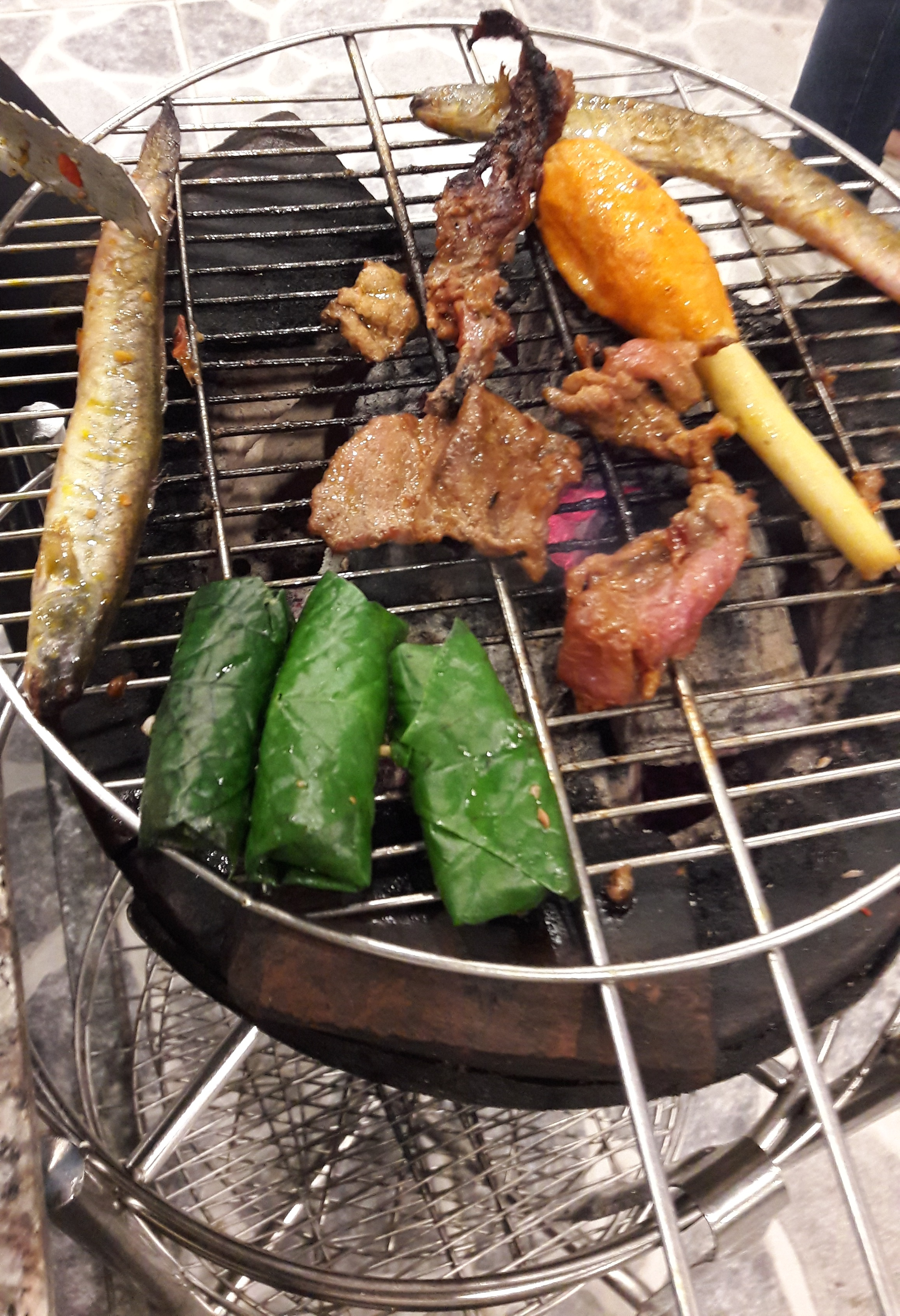
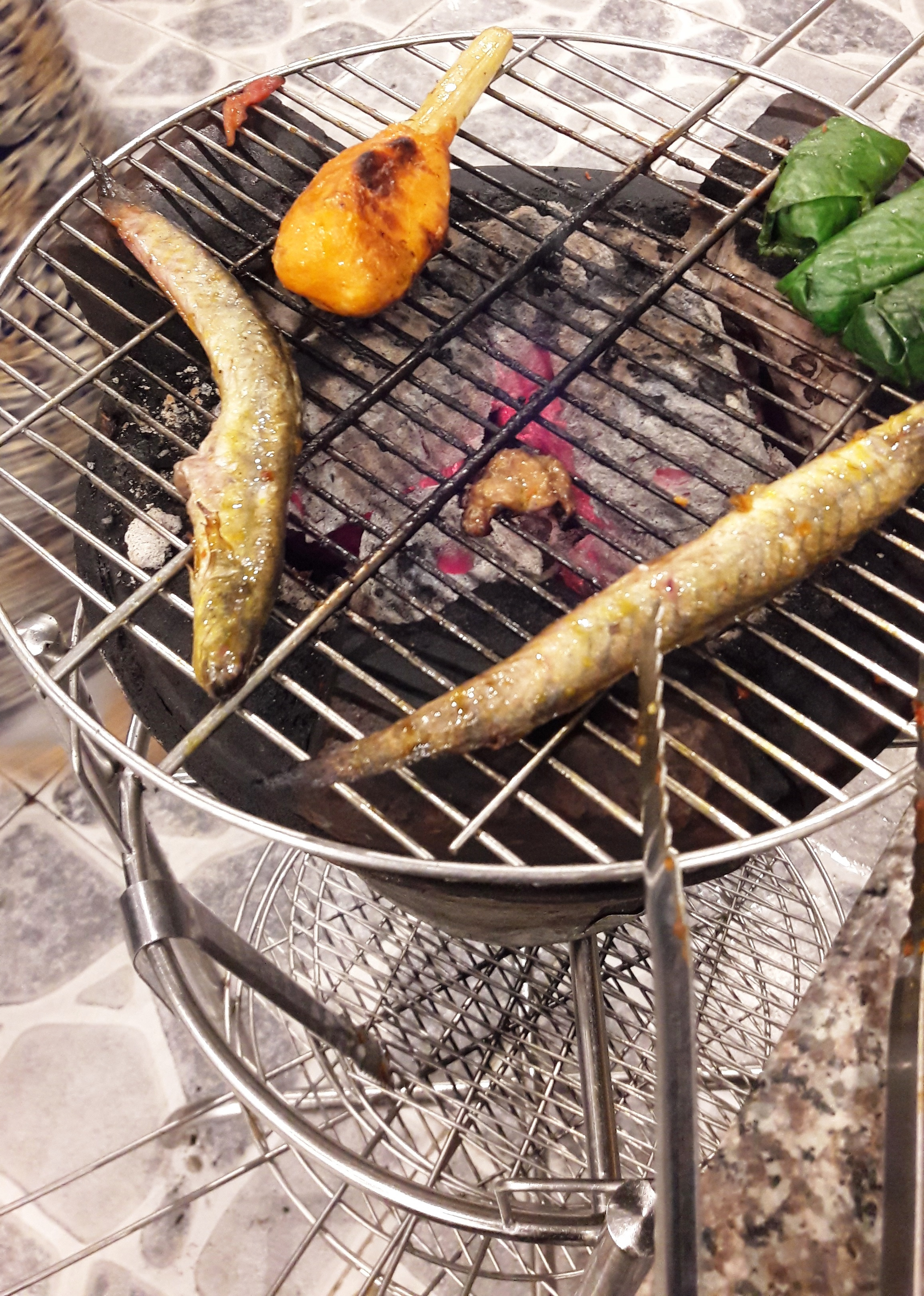